# Jean Mansart de Jouy
Jean Mansart de Jouy dit également Mansart l'Aîné est un architecte français né à Paris le 24 juin 1705 et mort le 24 octobre 1783. Petit-fils du Premier architecte du Roi, Jules Hardouin-Mansart, et frère aîné de l'architecte Jacques Hardouin-Mansart de Sagonne, il reconstruisit le portail de l'église Saint-Eustache de Paris et réalisa parmi les plus beaux décors rocailles du XVIIIe siècle (Brunoy, Abondant). Mieux connues que son cadet, sa vie et son oeuvre furent complétées et amendées par les travaux de l'historien de l'art Philippe Cachau au tournant du XXIe siècle.

## Biographie
Fils adultérin de Jacques Hardouin-Mansart, comte de Sagonne, lui-même fils de Jules Hardouin-Mansart, Premier architecte du Roi de Louis XIV, et de Madeleine Duguesny, alors mariée à Jean Maury, Jean Mansart de Jouy était le frère aîné de Jacques Hardouin-Mansart de Sagonne, architecte du roi, issu du même lit. Né à Paris en 1705, il fut baptisé le 24 juin à Saint-Eustache sous le nom de Jean-Pierre, comme fils de Jean Maury, si bien que le comte de Sagonne, son vrai père, n'apparut comme son père adoptif que jusqu'à la régularisation de l'union avec sa mère par mariage en 1726. Cette situation ambivalente peut expliquer pourquoi Mansart de Jouy, contrairement à Mansart de Sagonne, tint une certaine distance vis-à-vis des affaires successorales de ses parents et grands-parents. Contrairement à son cadet, il ne revendiqua jamais le nom d'Hardouin-Mansart, se contentant du seul nom de Mansart, auquel il ajouta celui de la baronnie de Jouy (Cher), près du comté de Sagonne.

### Débuts dans l'architecture
Jean Mansart de Jouy renoua avec la profession d'architecte, abandonnée par son père, bien avant Mansart de Sagonne. C'est probablement sur son exemple que ce dernier s'engagea à son tour dans l'architecture. Son premier ouvrage connu, si l'on en croit Michel Gallet, serait la réfection du bureau des lingères du cloître Sainte-Opportune en 1734. Toutefois le procès-verbal de l'architecte-expert ne fait nullement état de son nom. On ne connaît rien à vrai dire de son activité avant les ouvrages de maçonnerie exécutés en 1736 pour le financier Paris de Monmartel, parrain de la future Madame de Pompadour, au château de Brunoy (Essonne), ouvrages suivis en 1738-1739, de ceux de terrassement et de canalisation des jardins. Mansart de Jouy fit aussi œuvre de décorateur, comme l'attestent les gravures du salon rocaille par Poilly, assurant sa réputation en la matière. Le président Hénault, son cousin par alliance (il avait épousé une petite-fille d'Hardouin-Mansart), le considérait dans ses mémoires comme un « bon architecte ». Ce chantier valut à Mansart de Jouy en 1737 la reconstruction du corps de logis sur rue de l'hôtel d'Herbouville, rue Pavée, pour la famille Amelot, hôtel situé en vis-à-vis de l'hôtel de La Force, propriété des frères Paris.

### Un architecte reconnu
De 1747 à 1750, Mansart de Jouy réalisa pour Louis du Bouchet, marquis de Sourches, l'un des plus beaux ensembles rocailles du XVIIIe : le salon du château d'Abondant (Eure-et-Loir), aujourd'hui au Louvre.Ce décor confirme une fois encore ses qualités de décorateur. Mansart de Jouy s'intéressait en effet beaucoup à la décoration et aux ornements, publiant avec l'aide de son ami Poilly, graveur, plusieurs modèles sur ces sujets.
Parallèlement à son œuvre parisienne, Mansart de Jouy déploya une belle activité en Touraine qui reste encore largement méconnue. Sa réalisation la plus fameuse demeure la restauration du Château Vieux de Verneuil-sur-Indre (Indre-et-Loire), propriété de la famille Chaspoux depuis le XVIIe siècle, et la construction en vis-à-vis d'un Château Neuf relié au précédent par un passage souterrain. Assez disgracieux et maladroit dans ses élévations, ce bâtiment confirme les qualités de décorateur plutôt que d'architecte de Mansart de Jouy, qualités inverses de celles de son cadet. Parmi les autres réalisations attribuables à Mansart de Jouy en Touraine figure le pavillon neuf du château de Chaillou (Indre), propriété de la famille Amelot, alliée des Chaspoux.Il est probable également que l'architecte ait œuvré sur d'autres propriétés des Amelot : château de La Mardel, près de Chaillou; manoir de Saint-Août, près de La Châtre (Indre); ou celui de Boulaise, à Neret, près de Châteaumeillant (Cher), propriété du marquis de Brunoy, fils de Paris de Monmartel...

### Apogée
L'œuvre majeure de Mansart de Jouy reste bien évidemment le portail de l'église Saint-Eustache de Paris. Homme pieux, il en était un des marguilliers. Des projets avaient été donnés successivement par Jean Androuet du Cerceau, Louis Le Vau, Pierre-Alexis Delamair, Pierre Contant d'Ivry, Pierre Patte... Un portail avait été commencé sous Louis XIV mais l'aménagement de deux chapelles creusées à sa base l'avait lézardé. Sous Louis XV, le curé Jean-François Secousse, ami de Mansart, s'attacha à sa reconstruction. Il disposait pour cette entreprise d'un legs de 20 000 livres fait à la fabrique en 1698 par la dame Foin et son fils et qui, augmenté des intérêts capitalisés pendant un demi-siècle, avait produit la somme de 111 407 livres. Mansart de Jouy renonça à ses honoraires, mais il fallut de nombreux autres dons ainsi qu'un emprunt sur les gabelles et même, selon la rumeur parisienne, le recours à la magie pour réunir les fonds nécessaires. La première pierre fut posée par le duc d'Orléans le 22 mai 1754. Huit jours plus tard, les travaux furent adjugés à l'entrepreneur Matthias Pasquier qui s'en acquitta non sans difficultés. Mansart de Jouy put les mener jusqu'à l'entablement du premier ordre. L'appareillage de l'entablement donna lieu à une expertise en 1766. Après une interruption, ils furent repris sous la direction de Pierre-Louis Moreau-Desproux mais la Révolution française empêcha d'achever la tour sud.

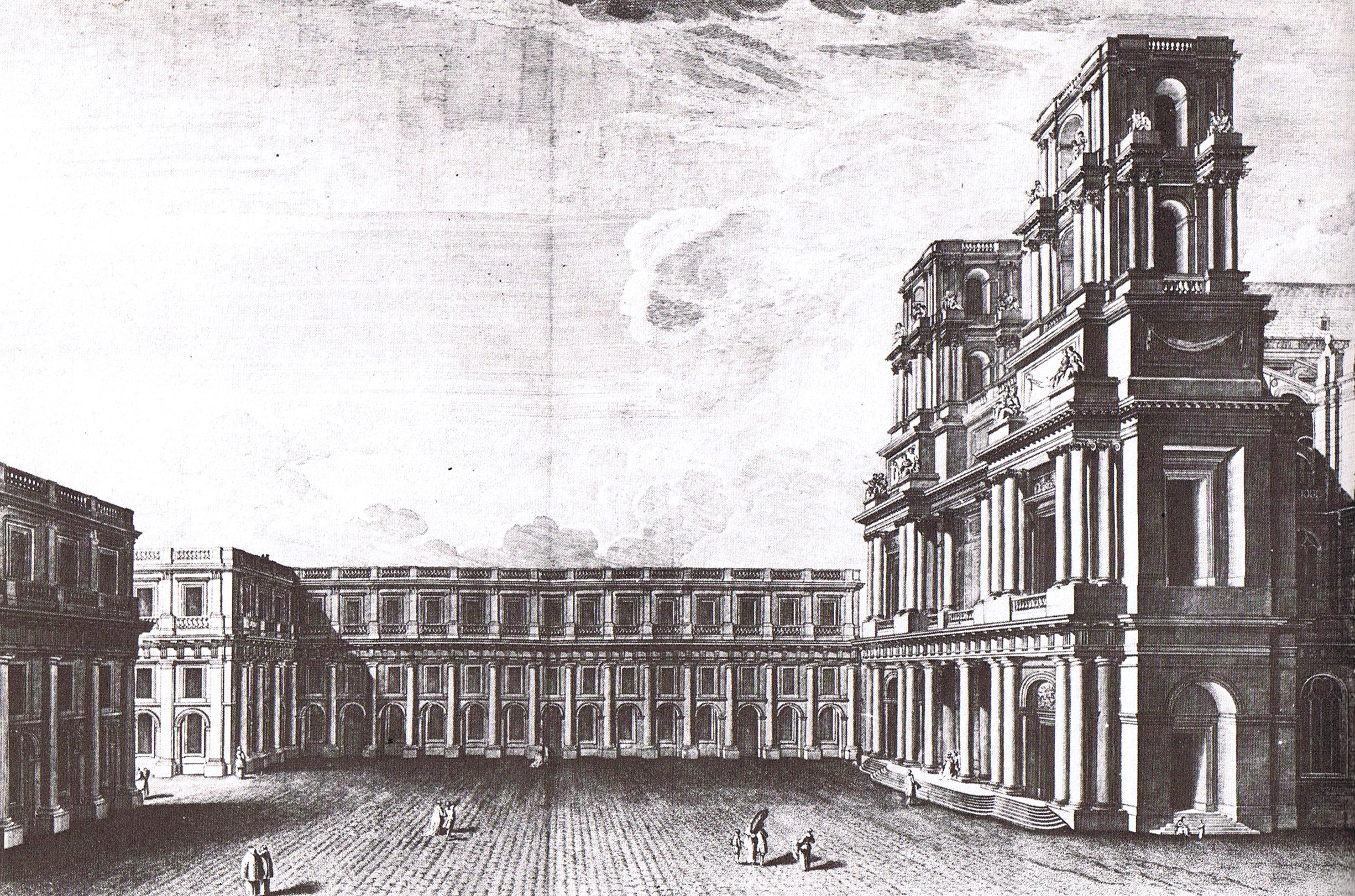
Le projet de Mansart de de Jouy

Devant le portail, Mansart de Jouy avait projeté une place régulière suivant l'exemple de Servandoni à Saint-Sulpice. Ce projet fut amorcé avec la construction du presbytère, en 1755, à l'emplacement de l'ancien hôtel de Joyeuse, à l'angle de la rue du Jour et de la rue Traînée. Dans ce bâtiment, l'architecte conçut un poêle rotatif qui pouvait chauffer alternativement le cabinet de travail et la chambre à coucher du curé L'achat d'une autre maison, à l'angle de la rue des Prouvaires, devait permettre la construction du vicariat. Tout cet ensemble disparut lors du percement de la rue Rambuteau au XIXe siècle.
Le choix de Mansart de Jouy pour la reconstruction du portail de Saint-Eustache suscita bien des jalousies : l'abbé Laugier considéra ainsi comme "très funeste aux beaux-arts" de juger d'un projet sur le simple nom des artistes! Le fait est que, profitant de leurs déboires respectifs, une véritable fronde, principalement animée par Pierre Patte, leur rival, s'éleva dans la critique contre Mansart de Jouy et Mansart de Sagonne, derniers partisans d'une esthétique rocaille alors honnie. Les deux frères cesseront leur activité presque au même moment, autour de 1755.
Toujours pour la paroisse Saint-Eustache, Mansart de Jouy construisit plusieurs écoles, rue du Gros-Chenet, aux Porcherons, au Faubourg-Montmartre. Elles comprenaient le logement des maîtres, maîtresses, confesseurs et catéchiseurs. L'élévation de l'une d'entre elles est restée jointe à une minute notariale ; elle a fait écrire à Mireille Rambaud : « Quant au dessin de Mansart de Jouy pour une école de charité, il est preuve encore de l'élégance que le XVIIIe siècle savait apporter aux édifices les plus modestes. ».
« Mansart de Jouy employa souvent l'entrepreneur Nicolas Cudeville, qui paraît dépendre esthétiquement de lui quand il construit sur ses propres plans : ainsi, le portail du Bureau des Lingères, place Sainte-Opportune, rebâti en 1734. » En 1745-1746, il rebâtit sa propre maison rue Saint-Honoré, contiguë à celle de Mme de Belledalle, née Poirier d'Estrée, reconstruite la même année à l'angle de la rue Tirechappe.
Mansart de Jouy travailla également pour une riche clientèle privée. Pour le financier Pâris de Montmartel, au château de Brunoy, il construisit l'avant-cour qu'il raccorda au château par un magnifique fer à cheval. Les lambris qu'il dessina pour Brunoy sont considérés parmi les plus remarquables du style Rocaille. Michel Gallet a retrouvé un de ses devis pour une aile de l'hôtel d'Herbouville, rue Pavée, voisin de l'hôtel de La Force où vivait Pâris de Montmartel. L'hôtel d'Estrées, rue Barbette, dont on conserve des photographies anciennes, rappelait la manière de Mansart de Jouy, son portail évoquant ceux du Bureau des Lingères et de l'hôtel d'Herbouville.
Au château d'Abondant près de Dreux, il fut appelé entre 1747 et 1750 par Louis II du Bouchet de Sourches (1711-1788), Grand prévôt de France. Appartiennent à cette campagne de travaux l'escalier d'honneur, pourvu d'une magnifique rampe de ferronnerie et le « salon de Pékin », ainsi nommé en raison des dessus-de-porte de chinoiseries en grisaille peints par Jacques de Sève. Les magnifiques lambris, peints et rechampis en chipolin vert d'eau, avaient été dessinés par Mansart de Jouy et réalisés par le menuisier François-Simon Houlié ; ils étaient assortis à un meuble livré par le menuisier Michel Cresson, dont les canapés au dossier chantourné épousaient le cadre inférieur du lambris. Vers 1903, Claire de Vallombrosa, comtesse Lafond, descendante du marquis de Sourches, transporta le salon et son mobilier dans son hôtel parisien. Ils furent donnés au musée du Louvre par les Laboratoires Lafon en 1989.
Entre 1739 et 1756, Mansart de Jouy fut appelé au château de Verneuil-sur-Indre par la famille Chaspoux de Verneuil.

### Fin de vie
À la suite de l'abandon du chantier de Saint-Eustache et de la profession d'architecte, Mansart de Jouy se contenta de mener une existence bourgeoise, vivant des biens et rentes de son ancienne activité. Il mourut le 24 octobre 1783 dans sa maison de la rue des Fontaines.Sa veuve et seconde épouse, Marie-Marguerite Jullien de La Villette, décéda peu de temps après, le 2 décembre. Ils laissèrent pour seul et unique héritier, leur petit-fils Maurice-Jean Duval, fils de Marie-Adélaïde, leur fille, et de son époux Jean-Pierre Duval, écuyer garçon de la chambre de Madame Clotide, sœur du roi. Avec Mansart de Jouy, le nom Mansart s'éteignait définitivement.